# Пицци, Пьер Луиджи
Пьер Луиджи Пицци (итал. Pier Luigi Pizzi; 15 июня 1930, Милан) — итальянский театральный режиссёр
, сценограф
 и художник по костюмам.

## Биография
Дебютировал в качестве сценографа в 1951 году. В течение 20 лет работал в известном «Товариществе молодых», создавая сценографию и костюмы почти для всех спектаклей творческого объединения. В 1960-х годах «Товарищество молодых» посещало с гастролями СССР.
В 1960-х годах оперная деятельность Пицци характеризовалась, прежде всего, сотрудничеством с Театром Ла Скала. Участвовал в остановке опер «Трубадур» (1962), «Золушка» (1964), «Лючия ди Ламмермур» (1966), «Царь Эдип» (1969), «Сицилийская вечерня» (1970) и др.
В 1977 году дебютировал в качестве режиссёра с оперой «Дон Жуан» Моцарта в туринском Театре Реджо. Активно сотрудничает с Римской оперой. Его первой постановкой на сцене этого театра стала опера Верди «Двое Фоскари». Затем он поставил в театре оперы «Макбет», «Альцеста», «Фауст», «Моисей в Египте», «Парижская жизнь», «Дьяволы из Лудена», «Битва при Леньяно», «Волшебная флейта» и «Аттила». Среди его последних постановок на сцене Римской оперы – «Джоконда» Понкьелли.
С 1982 года постоянно участвует в Россиниевском фестивале в Пезаро. Именно благодаря его усилиям вновь начали исполняться многие оперы Россини, в том числе такие, как «Танкред», «Вильгельм Телль» и «Пробный камень».
Основал в Мачерате оперный фестиваль, художественным руководителем которого был с 2006-го по 2011 годы. За время его руководства репертуар фестиваля обогатился многими барочными и современными операми.
Пицци дебютировал в московском Большом театре с оперой «Сомнамбула» Беллини, поставил «Джоконду» в парижской Опере Бастилии.
Как художник по костюмам участвовал в съёмках более 70 фильмов.

## Избранная фильмография
- 1966 — «Ведьма» / La strega in amore (режиссёр Дамиано Дамиани)
- 1967 — «Гарем» / L'harem (режиссёр Марко Феррери)
- 1975 — «Отпечатки» / Le orme (режиссёр 	Луиджи Баццони)